# دومینیک یوفیگن
دومینیک یوفیگن (انگلیسی: Dominique Youfeigane؛ زادهٔ ۷ فوریهٔ ۲۰۰۰) بازیکن فوتبال اهل فرانسه است که به عنوان دروازه‌بان بازی می‌کند.
وی همچنین در تیم‌های ملی فوتبال زیر ۱۸ سال فرانسه و زیر ۱۹ سال فرانسه بازی کرده‌است.